# USS Little (DD-79)
USS Little (DD-79) – amerykański niszczyciel typu Wickes. Jego patronem był George Little.
Stępkę okrętu położono 18 czerwca 1917 w stoczni Fore River Shipbuilding Corporation w Quincy (Massachusetts). Zwodowano go 11 listopada 1917, matką chrzestną była żona Samuela W. Wakemana. Jednostka weszła do służby w US Navy 6 kwietnia 1918, jej pierwszym dowódcą był Commander Joseph K. Taussig.
Okręt był w służbie w czasie I wojny światowej. Działał jako jednostka eskortowa na wodach europejskich.
Po I wojnie światowej głównie w rezerwie.
W 1940 przerobiony na transportowiec wojska. Otrzymał oznaczenie APD-4. Działał na Pacyfiku. Zatopiony w rejonie Guadalcanal przez jednostki Tokyo Express 5 września 1942.